# Liste der denkmalgeschützten Objekte in Lavamünd
Die Liste der denkmalgeschützten Objekte in Lavamünd enthält die 15 denkmalgeschützten, unbeweglichen Objekte der Gemeinde Lavamünd.

## Denkmäler
| Foto |                 | Denkmal                                                                                     | Standort                                                                                 | Beschreibung | Metadaten |
| ---- | --------------- | ------------------------------------------------------------------------------------------- | ---------------------------------------------------------------------------------------- | --- | --- |
| ja   | Datei hochladen | Kath. Pfarrkirche hl. Markus und Friedhof HERIS-ID: 53592 Objekt-ID: 61585                  | Ettendorf Standort KG: Ettendorf                                                         | Am Berghang erhöht über dem Dorf, von ehemaliger Friedhofsmauer umgeben. Nach Brand 1861 weitgehend erneuerter Bau, der gotische Chor mit einfachen Strebepfeilern erhalten. Langhaus und westlich vorspringender Fassadenturm des 19. Jahrhunderts. Sakristeianbau an der Nord-Seite, zweigeschoßig, im Obergeschoß Oratorium. An der Südwest-Ecke Eckblock aus römerzeitlichem Grabbau mit Schreiberdarstellung und vegetabilem Ornament (CSIR II/5, 657). | BDA-Hist.: Q2082607 Status: § 2a Stand der BDA-Liste: 2025-06-30 Name: Kath. Pfarrkirche hl. Markus und Friedhof GstNr.: .98 Pfarrkirche heiliger Markus in Ettendorf |
| ja   | Datei hochladen | Friedhofskapelle HERIS-ID: 64961 Objekt-ID: 77739                                           | Ettendorf Standort KG: Ettendorf                                                         | Die um 1930 errichtete Rechteckkapelle wird von einem gotisierenden Giebelreiter mit Pyramidenhelm bekrönt. | BDA-Hist.: Q38108752 Status: § 2a Stand der BDA-Liste: 2025-06-30 Name: Friedhofskapelle GstNr.: 818                                                                  |
| ja   | Datei hochladen | Pfarrhof HERIS-ID: 53588 Objekt-ID: 61581                                                   | Ettendorf 25 Standort KG: Ettendorf                                                      | | BDA-Hist.: Q38057708 Status: § 2a Stand der BDA-Liste: 2025-06-30 Name: Pfarrhof GstNr.: 800 Pfarrhof Ettendorf                                                       |
| ja   | Datei hochladen | Kath. Filialkirche hl. Vinzenz HERIS-ID: 54925 Objekt-ID: 63362                             | in der Nähe von Sankt Vinzenz 11 Standort KG: Großlamprechtsberg                         | Es handelt sich um eine Filialkirche der Pfarre Ettendorf, Kärnten für jenes Gebiet, in dem sich vom 17. bis in die zweite Hälfte des 19. Jahrhunderts Glaserzeugungsbetriebe (obere und untere Glashütte mit unterschiedlichen Betriebsperioden) befanden. Die ursprüngliche Kirche wird in das Jahr 1687 datiert, sie wurde 1954 weitgehend neu errichtet (der Turm geht auf den Vorgängerbau zurück) und 1994 restauriert. Ihr ebenfalls stark erneuerter Altar stammt aus dem 18. Jahrhundert. In der Kirche befindet sich ein Glasluster, der Teile des Lusters aus dem Vorgängerbau enthält. Die Kirche liegt in einem Weiler in 1095 m Seehöhe an der Mündung des Schwarzenbaches in die Feistritz am nordwestlichen Arm des Soboth-Stausees. Sie ist für Kraftfahrzeuge nur aus der Steiermark von Soboth aus zu erreichen. Ungefähr sechs Gottesdienste im Jahr werden in St. Vinzenz gefeiert. | BDA-Hist.: Q38062888 Status: § 2a Stand der BDA-Liste: 2025-06-30 Name: Kath. Filialkirche hl. Vinzenz GstNr.: .72 Filialkirche Sankt Vinzenz, Soboth                 |
| ja   | Datei hochladen | Kath. Filialkirche hl. Agnes HERIS-ID: 55022 Objekt-ID: 63499                               | Unterbergen Grundstücksnummer .55 Standort KG: Hart                                      | Nach 1619 gegründet. Kleiner barocker Bau mit Giebelreiter. West-Portal mit spitzbogigen gotisierenden Putzprofilen. Kapellenraum und polygonaler Schluss flachgedeckt. Hölzerne Empore. Hochaltar Ende des 17. Jahrhunderts mit Altarblatt heilige Agnes. Reich geschnitzter Rahmen um 1725, 1991 Restaurierung. Lebensgroßes Kruzifix 19. Jahrhundert (?). Glocken von Benedikt Fiering, bezeichnet 1583, und von Martin Pucher, bezeichnet 1794. | BDA-Hist.: Q38063369 Status: § 2a Stand der BDA-Liste: 2025-06-30 Name: Kath. Filialkirche hl. Agnes GstNr.: .55                                                      |
| ja   | Datei hochladen | Kath. Filialkirche hl. Lambert HERIS-ID: 54188 Objekt-ID: 62356                             | gegenüber Lamprechtsberg 28 Standort KG: Lamprechtsberg-Hartneidstein                    | Urkundlich 1091 (als Kapelle) erwähnt. Nach Brand 1869 neu errichtet. Reste eines gotischen Baues in den Chorschlussmauern. Vorgestellter West-Turm mit Spitzhelm. Langhaus durch Gurtbögen und Pilaster dreijochig gegliedert, Chor einjochig, vier Platzlgewölbe; Konchenschluss. Sakristei an der Chor-Süd-Seite. In der Kirche sind ein barocker Hochaltar und neobarocke Seitenaltäre. | BDA-Hist.: Q38059905 Status: § 2a Stand der BDA-Liste: 2025-06-30 Name: Kath. Filialkirche hl. Lambert GstNr.: .103                                                   |
| ja   | Datei hochladen | Kath. Filialkirche, Marktkirche hl. Johannes der Täufer HERIS-ID: 57840 Objekt-ID: 68154    | bei Lavamünd 37 Standort KG: Lavamünd                                                    | Die schlichte spätbarocke Kirche aus der zweiten Hälfte des 18. Jahrhunderts hat einen kleeblattförmigen Chor und eine breite südliche Vorhalle. Hochaltar, linker Seitenaltar und Kanzel stammen etwa aus der Bauzeit, der rechte Seitenaltar ist älter (um 1700). | BDA-Hist.: Q1901083 Status: § 2a Stand der BDA-Liste: 2025-06-30 Name: Kath. Filialkirche, Marktkirche hl. Johannes der Täufer GstNr.: .55 Marktkirche Lavamünd       |
| ja   | Datei hochladen | Kath. Pfarrkirche Mariae Himmelfahrt und Friedhof HERIS-ID: 54204 Objekt-ID: 62375          | Lavamünd Pfarrdorf Standort KG: Lavamünd                                                 | Die Kirche hat einen einschiffigen kreuzrippengewölbten Chor aus dem 14. Jahrhundert, eine gotische dreischiffige Staffelkirche und einen mächtigen spätgotischen Westturm mit Pyramidenhelm. Zur Einrichtung gehören der barocke Hochaltar von 1703, zwei Seitenaltäre und zwei frühbarocke Wandaltäre aus der Mitte des 17. Jahrhunderts. | BDA-Hist.: Q2082769 Status: § 2a Stand der BDA-Liste: 2025-06-30 Name: Kath. Pfarrkirche Mariae Himmelfahrt und Friedhof GstNr.: .83, 736/2 Pfarrkirche Lavamünd      |
| ja   | Datei hochladen | Kath. Filialkirche hl. Laurentius HERIS-ID: 54248 Objekt-ID: 62431                          | bei Lorenzenberg 21 Standort KG: Lorenzenberg                                            | Urkundlich 1619 erstmals erwähnt, Pfarre seit 1790. Kleiner in den Mauern gotischer Bau mit polygonaler Apsis; hoher westlicher Giebelreiter mit Spitzhelm des 19. Jahrhunderts. Sakristei an der Süd-Seite. Westliche Vorlaube. Abgefastes West-Portal. | BDA-Hist.: Q38060102 Status: § 2a Stand der BDA-Liste: 2025-06-30 Name: Kath. Filialkirche hl. Laurentius GstNr.: .41                                                 |
| ja   | Datei hochladen | Pfarrhof HERIS-ID: 54249 Objekt-ID: 62432                                                   | Lorenzenberg 21 Standort KG: Lorenzenberg                                                | Eingeschoßiger Bau mit steilem Walmdach. | BDA-Hist.: Q38060112 Status: § 2a Stand der BDA-Liste: 2025-06-30 Name: Pfarrhof GstNr.: .42/3                                                                        |
| ja   | Datei hochladen | Zollwohn- und Gendarmerie-Dienstgebäude HERIS-ID: 45398 Objekt-ID: 46725                    | Lorenzenberg 22 Standort KG: Lorenzenberg                                                | 1939 in dominanter Lage an einem Hang westlich des Weilers Lorenzenberg errichtet. Zweigeschoßiger, längsrechteckiger, als Riegelwandkonstruktion ausgeführter Holzbau über geböschtem Steinsockel. Holzverschalung aus horizontaler und vertikaler Lattung, auf Holzkonsolen auflagernde Eckbalkone in der Bauideologie des Heimatstils. | BDA-Hist.: Q38015554 Status: Bescheid Stand der BDA-Liste: 2025-06-30 Name: Zollwohn- und Gendarmerie-Dienstgebäude GstNr.: 282/2                                     |
| ja   | Datei hochladen | Kath. Filialkirche, Kalvarienbergkirche Hl. Dreifaltigkeit HERIS-ID: 54266 Objekt-ID: 62452 | bei Magdalensberg 74 Standort KG: Magdalensberg                                          | Die kleine barocke Kirche mit niedrigem eingezogenen Chor wurde 1690 errichtet und 1725 erweitert. Der dreigeschoßige Hochaltar ist gemauert, mit Opfergangsportalen. | BDA-Hist.: Q1257697 Status: § 2a Stand der BDA-Liste: 2025-06-30 Name: Kath. Filialkirche, Kalvarienbergkirche Hl. Dreifaltigkeit GstNr.: .114                        |
| ja   | Datei hochladen | Kath. Filialkirche hll. Helena und Maria Magdalena HERIS-ID: 54265 Objekt-ID: 62450         | Magdalensberg Grundstücksnummer .49 Standort KG: Magdalensberg                           | Bei der 1499 erstmals urkundlich erwähnten katholischen Filialkirche Hl. Maria Magdalena handelt es sich um einen kleinen gotischen Bau mit einem eingezogenen, mit Strebepfeilern versehenen Chor des 14. Jahrhunderts. Der Dachreiter wird von einem Zwiebelhelm gekrönt. Dem spitzbogigen Westportal ist ein auf Pfeilern ruhendes Vordach vorgelagert. Die südliche Gebäudewand wird durch ein schulterbogiges Portal aus der Spätgotik und ein kleines Fenster durchbrochen. Das Langhaus, mit einer flachen Holzdecke einer Holzempore versehen, mündet über den rundbogigen Triumphbogen in den Chor, der einen 5/8-Schluss und ein auf Konsolen ruhendes Kreuzrippengewölbe aufweist. Die Fenster an der Ostwand haben eine Maßwerkgliederung. Der barocke Hochaltar ist mit der Jahreszahl 1710 bezeichnet und inkorporiert eine Statue der Heiligen Maria Magdalena, die vom Anfang des 16. Jahrhunderts stammt. Der linke Seitenaltar mit einem Altarblatt, das den Heiligen Urban darstellt, stammt aus dem 4. Viertel des 17. Jahrhunderts. Der rechte Seitenaltar weist ein bemerkenswertes Altarblatt mit der Himmelfahrt des Heiligen Nikolaus auf. Der farbige Glasluster ist ein Werk des 19. Jahrhunderts. | BDA-Hist.: Q38060154 Status: § 2a Stand der BDA-Liste: 2025-06-30 Name: Kath. Filialkirche hll. Helena und Maria Magdalena GstNr.: .49                                |
| ja   | Datei hochladen | Kath. Filialkirche hl. Jakobus HERIS-ID: 35799 Objekt-ID: 34605                             | bei Rabenstein 6 Standort KG: Rabenstein                                                 | Urkundlich erst 1619 erwähnt. Kleiner, im Kern gotisch, barock veränderter Bau. Seit den Abwehrkämpfen 1918/1919 verfallend. 2005 vom derzeitigen Besitzer aufwendig renoviert. Eingezogener Chor, östlicher Dachreiter, hölzerne Vorlaube. Langhaus mit barockem Tonnengewölbe, je zwei Stichkappen über Wandpfeilern. Barocker Triumphbogen. Gotischer Chor einjochig und 5/8-Schluss, barock kreuzgratgewölbt. Barocke Fensteröffnungen. Wandmalereireste 15. Jahrhundert. | BDA-Hist.: Q37967220 Status: Bescheid Stand der BDA-Liste: 2025-06-30 Name: Kath. Filialkirche hl. Jakobus GstNr.: .10 Kirche hl. Jakobus, Rabenstein                 |
| ja   | Datei hochladen | Kath. Filialkirche Hl. Blut HERIS-ID: 55138 Objekt-ID: 63688seit 2013                       | in Weißenberg, nordnordöstlich von Ettendorf, am Ende der Straße Standort KG: Weißenberg | Die katholische Filialkirche zum Heiligen Blut wurde im Jahr 1899 errichtet und 1915 erstmals renoviert. Der Altarraum des kleinen, mit einer hölzernen Vorhalle versehenen Gebäudes ist halbrund. Die Vorhalle weist in ihrer Höhe und Breite dieselben Ausmaße auf wie der durch einen Rundbogen geöffnete Kirchenraum. Der Giebelreiter wird von einem Spitzhelm gekrönt. Das Langhaus wird von einem mit Stichkappen versehenen Tonnengewölbe bedeckt. Über den rundbogigen Triumphbogen gelangt man zu der ebenfalls mit Stichkappen versehenen Altarkonche. Die Wandmalereifelder aus dem Jahr 1915 sind von Stefan Jäger und zeigen Szenen aus der Passion. Als Hochaltar fungiert ein um 1900 errichteter barockisierender mit einem Kruzifix versehener Ädikulenaltar, an dessen Seiten sich der Heilige Joachim und die Heilige Anna befinden. Das Sakramentshäuschen wurde im neogotischen Stil gefertigt. | BDA-Hist.: Q38063873 Status: Bescheid Stand der BDA-Liste: 2025-06-30 Name: Kath. Filialkirche Hl. Blut GstNr.: .123 Filialkirche Hl. Blut, Weißenberg                |